# Billey
Billey är ett musikalbum med Billey Shamrock utgivet 1995.
Albumet innehåller flera av Billey Shamrocks mest omtyckta låtar, såsom "Stadsgårn", "Narcissus", "Bye bye mr yuppie" och "Retrospekt imperfekt".